# Rozpoznávání rukopisu

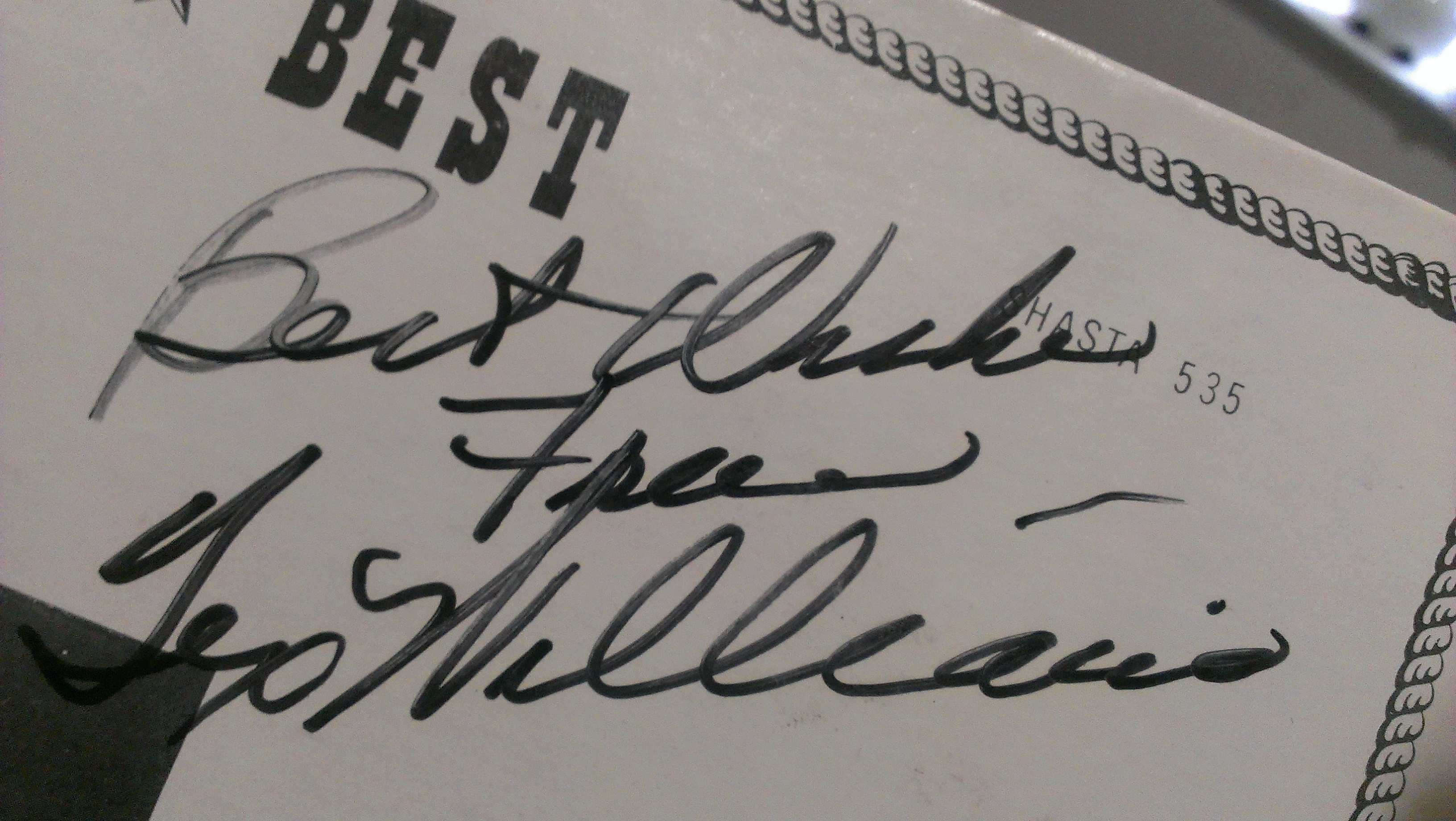
Podpis country hvězdy Texe Williamse

Rozpoznávání rukopisu (Handwriting recognition, HWR), také známé jako rozpoznávání ručně psaného textu (Handwritten text recognition, HTR), je schopnost počítače přijímat a interpretovat srozumitelný rukopisný vstup ze zdrojů, jako jsou papírové dokumenty, fotografie, dotykové obrazovky a další zařízení.
Obraz psaného textu lze snímat i „off-line“ z kusu papíru pomocí optického rozpoznávání znaků nebo inteligentním rozpoznáváním slov. Též mohou být pohyby hrotu pera snímány "on-line", například povrch obrazovky počítače na bázi pera, což je obecně jednodušší proces. Systém rukopis zformátuje, převede nasnímané obrazce na znaky a najde co nejvíce slov.

## Offline rozpoznávání
Offline rozpoznávání rukopisu zahrnuje automatický převod textu z obrázku do písmen, které jsou použitelné v počítačových aplikacích pro zpracování textu. Data získaná touto formou jsou považována za statickou reprezentaci rukopisu. Offline rozpoznávání rukopisu je poměrně obtížné, protože různí lidé mají různý styl rukopisu. A v současné době jsou motory OCR zaměřeny především na strojově tištěný text a ICR na ručně "tištěný" (psaný velkými písmeny) text.

## Online rozpoznávání
Online rozpoznávání rukopisu zahrnuje automatickou konverzi textu napsaného na speciálním zařízení, kde snímač snímá pohyby hrotu pera a oddalování pera nahoru/dolů od obrazovky. Tento druh dat se nazývá digitální inkoust a lze jej považovat za digitální reprezentaci rukopisu. Získaný signál se převádí na kódy písmen, které jsou použitelné v počítačových aplikacích a aplikacích pro zpracování textu.
Prvky online rozhraní pro rozpoznávání rukopisu obvykle zahrnují:
- pero nebo stylus, kterým uživatel může psát,
- povrch citlivý na dotyk, který může být integrován s výstupním displejem nebo s ním sousedit,
- softwarová aplikace, která interpretuje pohyby stylusu po psací ploše a převádí výsledné tahy do digitálního textu.

Proces online rozpoznávání rukopisu lze rozdělit do několika obecných kroků:
- předzpracování,
- extrakci funkcí a
- klasifikace

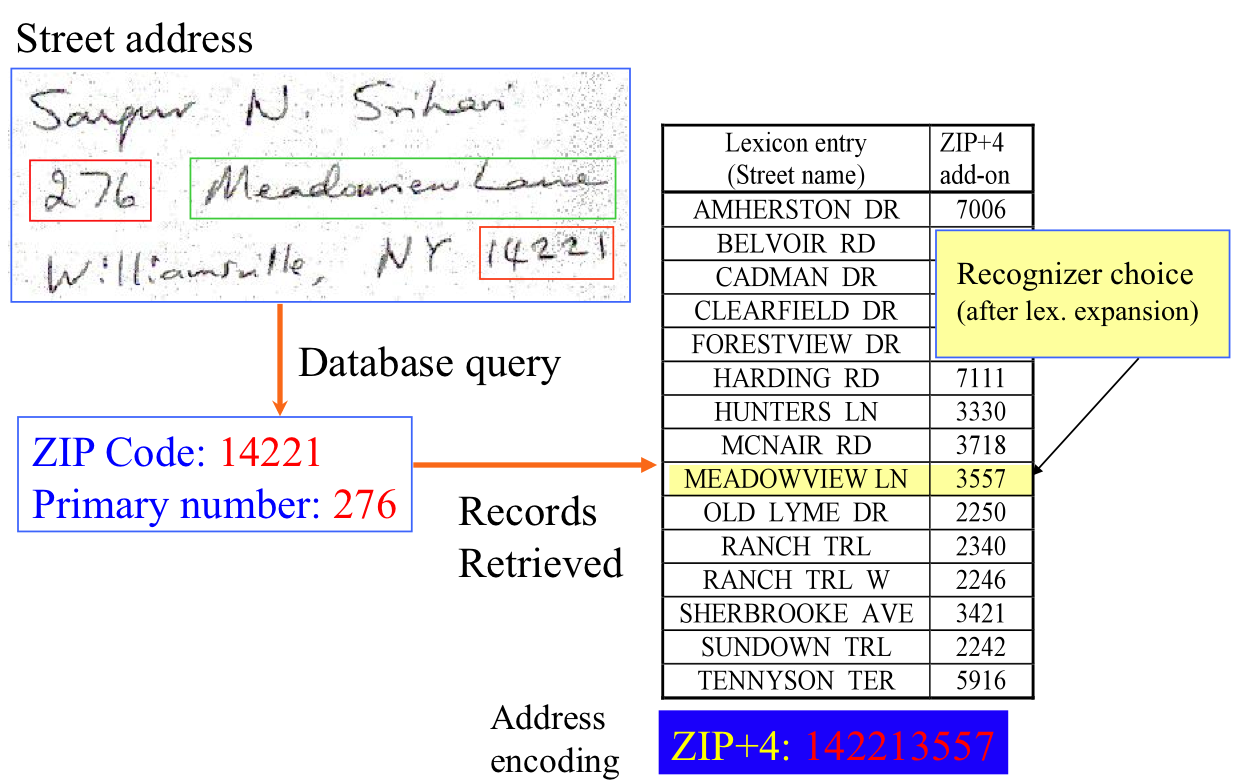
Metoda používaná pro využívání kontextových informací v prvním systému interpretace ručně psaných adres, který vyvinuli Sargur Srihari a Jonathan Hull

Rozpoznávání rukopisu je akademickým zájem a spadá například do kategorie digitálních humanitních věd. Největší konference pro k této tematice jsou například International Conference on Frontiers in Handwriting Recognition (ICFHR) a International Conference on Document Analysis and Recognition (ICDAR). Obě tyto konference jsou schváleny IEEE a IAPR (International Association for Pattern Recognition).
Oblasti výzkumu jsou například:
- Online rozpoznávání
- Offline rozpoznávání
- Ověření podpisu
- Interpretace ručně psaných poštovních adres
- Zpracování bankovního šeku
- Rozpoznání autora